# L'Homme mystérieux
Pour les articles homonymes, voir Obsession.
Pour plus de détails, voir Fiche technique et Distribution.
L'Homme mystérieux (autre titre : Obsession) est un moyen métrage français réalisé par Maurice Tourneur, sorti en 1934.

## Synopsis
Raymond, un paranoïaque, est dans un asile car il a essayé de tuer sa femme Louise. Son avocat et son frère veulent le faire sortir, contre l'avis du docteur, et ils finissent par convaincre Louise.
Une fois dehors, il semble en effet aller mieux, mais ses hallucinations le reprennent... Alors qu'il est en train d'essayer d'étrangler sa femme dans son sommeil, il entend la voix de leur fils. Cela lui fait reprendre ses esprits pour quelques moments et il téléphone au médecin pour se faire interner de nouveau.

## Fiche technique
- Titre original : L'Homme mystérieux
- Titre alternatif : Obsession
- Réalisation : Maurice Tourneur, assisté d'Édouard Lepage
- Scénario : André de Lorde, d'après la pièce éponyme d'Alfred Binet et André de Lorde
- Photographie : Raymond Agnel, René Colas
- Montage : Jacques Tourneur
- Musique : Maurice Jaubert
- Décors : Jacques Colombier
- Société(s) de production : Pathé-Natan
- Pays de production :  France
- Langue originale : français
- Format : Noir et blanc — 35 mm — 1,37:1 — Son mono
- Genre : Film dramatique, Drame psychologique
- Durée : 35 minutes
- Date de sortie : 
  - France : 23 mars 1934

## Distribution
- Charles Vanel : Pierre
- Paul Amiot : Le docteur
- Georges Paulais : Le directeur
- Henry Bonvallet : Le procureur
- Jean Bara : le petit Jean
- Louise Lagrange : Louise
- Louise Marquet : La mère
- Jean Yonnel : Raymond